# Ivan Jakovčić
Ivan Nino Jakovčić, född den 15 november 1957 i Poreč, är en kroatisk politiker. Jakovčič är sedan 1991 partiledare för Istriska demokratiska församlingen och sedan 2001 är han landshövding (župan) i Istriens län. 

## Familj och bakgrund
Jakovčić är gift och har tre barn. Han talar italienska, tyska, engelska och franska samt tycker om att spela golf.